# 까인흥
까인흥(베트남어: Cảnh Hưng / 景興 경흥 / 1740년 5월 ~ 1786년)은 베트남 후 레 왕조(後黎朝) 현종(顯宗) 레 주이 지에우(黎維祧)의 연호이다.
응우옌 주(阮主)가 멸망하고 난 뒤에 완왕(阮王)을 칭한 응우옌 푹 아인(阮福暎)이 응우옌 왕조(阮朝)를 건국할 때까지는 이 연호를 계속 사용하였다.
- 찐 주 군주(섭정) : 찐조아인(鄭楹) → 찐섬(鄭森) → 찐깐(鄭檊) → 찐똥(鄭棕) → 찐봉(鄭槰)
- 응우옌 주 군주 : 응우옌 푹 코앗(阮福濶) → 응우옌 푹 투언(阮福淳) → 응우옌 푹 즈엉(阮福暘)

## 개원
- 빈흐우(永祐) 6년 5월 21일[1](그레고리력 1740년 6월 14일)에 연호를 까인흥(景興)으로 개원함.[2][3][4]

- 까인흥(景興) 47년 7월 17일[5](그레고리력 1786년 8월 10일)에 연호를 찌에우통(昭統)으로 정하고, 다음 해 1월 1일[6](그레고리력 1787년 2월 18일)에 개원함.[7][8][9][4]

- 까인흥(景興) 63년 5월 2일[10](그레고리력 1802년 6월 1일)에 응우옌 왕조 개창 후 자롱(嘉隆)으로 건원함.[11][4]

## 연대 대조표
| 까인흥 | 서기 (西紀) | 간지 (干支) | 응우옌 주 기년                  | 청나라 연호     |
| 원년   | 1740년      | 경신 (庚申) | 무왕(武王) 2년                  | 건륭(乾隆) 5년  |
| 2년    | 1741년      | 신유 (辛酉) | 무왕 3년                        | 건륭 6년        |
| 3년    | 1742년      | 임술 (壬戌) | 무왕 4년                        | 건륭 7년        |
| 4년    | 1743년      | 계해 (癸亥) | 무왕 5년                        | 건륭 8년        |
| 5년    | 1744년      | 갑자 (甲子) | 무왕 6년                        | 건륭 9년        |
| 6년    | 1745년      | 을축 (乙丑) | 무왕 7년                        | 건륭 10년       |
| 7년    | 1746년      | 병인 (丙寅) | 무왕 8년                        | 건륭 11년       |
| 8년    | 1747년      | 정묘 (丁卯) | 무왕 9년                        | 건륭 12년       |
| 9년    | 1748년      | 무진 (戊辰) | 무왕 10년                       | 건륭 13년       |
| 10년   | 1749년      | 기사 (己巳) | 무왕 11년                       | 건륭 14년       |
| 까인흥 | 서기 (西紀) | 간지 (干支) | 응우옌 주 기년                  | 청나라 연호     |
| 11년   | 1750년      | 경오 (庚午) | 무왕(武王) 12년                 | 건륭(乾隆) 15년 |
| 12년   | 1751년      | 신미 (辛未) | 무왕 13년                       | 건륭 16년       |
| 13년   | 1752년      | 임신 (壬申) | 무왕 14년                       | 건륭 17년       |
| 14년   | 1753년      | 계유 (癸酉) | 무왕 15년                       | 건륭 18년       |
| 15년   | 1754년      | 갑술 (甲戌) | 무왕 16년                       | 건륭 19년       |
| 16년   | 1755년      | 을해 (乙亥) | 무왕 17년                       | 건륭 20년       |
| 17년   | 1756년      | 병자 (丙子) | 무왕 18년                       | 건륭 21년       |
| 18년   | 1757년      | 정축 (丁丑) | 무왕 19년                       | 건륭 22년       |
| 19년   | 1758년      | 무인 (戊寅) | 무왕 20년                       | 건륭 23년       |
| 20년   | 1759년      | 기묘 (己卯) | 무왕 21년                       | 건륭 24년       |
| 까인흥 | 서기 (西紀) | 간지 (干支) | 응우옌 주 기년                  | 청나라 연호     |
| 21년   | 1760년      | 경진 (庚辰) | 무왕(武王) 22년                 | 건륭(乾隆) 25년 |
| 22년   | 1761년      | 신사 (辛巳) | 무왕 23년                       | 건륭 26년       |
| 23년   | 1762년      | 임오 (壬午) | 무왕 24년                       | 건륭 27년       |
| 24년   | 1763년      | 계미 (癸未) | 무왕 25년                       | 건륭 28년       |
| 25년   | 1764년      | 갑신 (甲申) | 무왕 26년                       | 건륭 29년       |
| 26년   | 1765년      | 을유 (乙酉) | 무왕 27년                       | 건륭 30년       |
| 27년   | 1766년      | 병술 (丙戌) | 정왕(定王) 원년                 | 건륭 31년       |
| 28년   | 1767년      | 정해 (丁亥) | 정왕 2년                        | 건륭 32년       |
| 29년   | 1768년      | 무자 (戊子) | 정왕 3년                        | 건륭 33년       |
| 30년   | 1769년      | 기축 (己丑) | 정왕 4년                        | 건륭 34년       |
| 까인흥 | 서기 (西紀) | 간지 (干支) | 응우옌 주 기년 떠이선 왕조 연호 | 청나라 연호     |
| 31년   | 1770년      | 경인 (庚寅) | 정왕(定王) 5년                  | 건륭(乾隆) 35년 |
| 32년   | 1771년      | 신묘 (辛卯) | 정왕 6년                        | 건륭 36년       |
| 33년   | 1772년      | 임진 (壬辰) | 정왕 7년                        | 건륭 37년       |
| 34년   | 1773년      | 계사 (癸巳) | 정왕 8년                        | 건륭 38년       |
| 35년   | 1774년      | 갑오 (甲午) | 정왕 9년                        | 건륭 39년       |
| 36년   | 1775년      | 을미 (乙未) | 정왕 10년                       | 건륭 40년       |
| 37년   | 1776년      | 병신 (丙申) | 정왕 11년                       | 건륭 41년       |
| 38년   | 1777년      | 정유 (丁酉) | 신정왕(新政王) 원년             | 건륭 42년       |
| 39년   | 1778년      | 무술 (戊戌) | 《떠이선》 타이득(泰德) 원년    | 건륭 43년       |
| 40년   | 1779년      | 기해 (己亥) | 《떠이선》 타이득 2년           | 건륭 44년       |
| 까인흥 | 서기 (西紀) | 간지 (干支) | 떠이선 왕조 연호                | 청나라 연호     |
| 41년   | 1780년      | 경자 (庚子) | 타이득(泰德) 3년                | 건륭(乾隆) 45년 |
| 42년   | 1781년      | 신축 (辛丑) | 타이득 4년                      | 건륭 46년       |
| 43년   | 1782년      | 임인 (壬寅) | 타이득 5년                      | 건륭 47년       |
| 44년   | 1783년      | 계유 (癸卯) | 타이득 6년                      | 건륭 48년       |
| 45년   | 1784년      | 갑진 (甲辰) | 타이득 7년                      | 건륭 49년       |
| 46년   | 1785년      | 을사 (乙巳) | 타이득 8년                      | 건륭 50년       |
| 47년   | 1786년      | 병오 (丙午) | 타이득 9년                      | 건륭 51년       |

### 응우옌 푹 아인(阮福暎)정권
| 까인흥 | 서기 (西紀) | 간지 (干支) | 떠이선 왕조 연호                                       | 청나라 연호     |
| 48년   | 1787년      | 정미 (丁未) | 타이득(泰德) 10년                                      | 건륭(乾隆) 52년 |
| 49년   | 1788년      | 무신 (戊申) | 《꾸이년》 타이득 11년 《푸쑤언》 꽝쭝(光中) 원년      | 건륭 53년       |
| 50년   | 1789년      | 기유 (己酉) | 《꾸이년》 타이득 12년 《푸쑤언》 꽝쭝 2년             | 건륭 54년       |
| 까인흥 | 서기 (西紀) | 간지 (干支) | 떠이선 왕조 연호                                       | 청나라 연호     |
| 51년   | 1790년      | 경술 (庚戌) | 《꾸이년》 타이득(泰德) 13년 《푸쑤언》 꽝쭝(光中) 3년 | 건륭(乾隆) 55년 |
| 52년   | 1791년      | 신해 (辛亥) | 《꾸이년》 타이득 14년 《푸쑤언》 꽝쭝 4년             | 건륭 56년       |
| 53년   | 1792년      | 임자 (壬子) | 《꾸이년》 타이득 15년 《푸쑤언》 꽝쭝 5년             | 건륭 57년       |
| 54년   | 1793년      | 계축 (癸丑) | 《꾸이년》 타이득 16년 《푸쑤언》 까인틴(景盛) 원년    | 건륭 58년       |
| 55년   | 1794년      | 갑인 (甲寅) | 까인틴 2년                                             | 건륭 59년       |
| 56년   | 1795년      | 을유 (乙卯) | 까인틴 3년                                             | 건륭 60년       |
| 57년   | 1796년      | 병진 (丙辰) | 까인틴 4년                                             | 가경(嘉慶) 원년 |
| 58년   | 1797년      | 정사 (丁巳) | 까인틴 5년                                             | 가경 2년        |
| 59년   | 1798년      | 무오 (戊午) | 까인틴 6년                                             | 가경 3년        |
| 60년   | 1799년      | 기미 (己未) | 까인틴 7년                                             | 가경 4년        |
| 까인흥 | 서기 (西紀) | 간지 (干支) | 떠이선 왕조 연호                                       | 청나라 연호     |
| 61년   | 1800년      | 경신 (庚申) | 까인틴(景盛) 8년                                       | 가경(嘉慶) 5년  |
| 62년   | 1801년      | 신유 (辛酉) | 까인틴 9년 바오흥(寶興) 원년                           | 가경 6년        |
| 63년   | 1802년      | 임술 (壬戌) | 바오흥 2년                                             | 가경 7년        |

## 동시대 연호

### 베트남
떠이선 왕조(西山朝)
- 타이득(泰德) (1778년 ~ 1793년)

### 중국
청(淸)
- 건륭(乾隆) (1736년 ~ 1795년)

### 일본
- 겐분(元文) (1736년 ~ 1741년)
- 간포(寬保) (1741년 ~ 1744년)
- 엔쿄(延享) (1744년 ~ 1748년)
- 간엔(寬延) (1748년 ~ 1751년)
- 호레키(寶曆) (1751년 ~ 1764년)
- 메이와(明和) (1764년 ~ 1772년)
- 안에이(安永) (1772년 ~ 1781년)
- 덴메이(天明) (1781년 ~ 1789년)

### 란방공화국
- 난방(蘭芳) (1777년 ~ 1884년)

## 같이 보기
- 베트남의 연호